# Prvi obisk novorojenčka diplomirane medicinske sestre v patronažnem varstvu
Poporodna obravnava na domu je v Sloveniji urejena s strani patronažnega zdravstvenega varstva, ki je definirano kot posebna oblika zdravstvenega varstva, ki opravlja aktivno zdravstveno in socialno varovanje posameznika, družin in skupnosti. Organizirano je kot samostojna služba ali organizacijska enota osnovnega zdravstvenega varstva v zdravstvenih domovih. Izvajalka patronažne dejavnosti je diplomirana medicinska sestra, ki ugotavlja potrebe po zdravstveni negi, načrtuje intervencije zdravstvene nege, jih izvaja in vrednosti dosežene cilje.
Preventivno patronažno zdravstveno varstvo na področju nosečnice, otročnice, novorojenčka in dojenčka obsega: šest patronažnih obiskov pri novorojenčku in dojenčku v prvem letu starosti ter dva dodatna obiska pri slepih in invalidnih materah; en obisk pri nosečnici in dva obiska pri otročnici . S tem se zmanjša tudi možnost pojava negotovosti in strahu pri materi, ki mora sama prevzeti vso skrb za nego novorojenčka. V zadnjem času je to še posebej pomembno, kajti bolnišnice krajšajo ležalne dobe in domov prihajajo vse mlajši novorojenčki, največkrat stari komaj tri dni .
Diplomirana medicinska sestra v patronažnem varstvu ob obiskih izvede oceno stanja, izdela načrt zdravstvene nege in izvaja intervencije. Pod oceno stanja spada zbiranje informacij pred in med obiskom, seznanitev otročnice z namenom in vsebino obiska, pregled zdravstvene dokumentacije, anamneza novorojenčka, dojenčka in družine, pogovor z otročnico in ostalimi člani družine ter svetovanje o načinu življenja, oskrba novorojenčka in dojenčka in skupna analiza vseh zbranih informacij in dokumentiranje. Pomembno je, da se strokovno pripravi na terensko delo, kar pomeni, da pride na obisk pripravljena s pripomočki za zdravstveno nego, pisnimi zdravstveno vzgojnimi navodili in družinsko dokumentacijo.
S pojmom novorojenec označujemo obdobje otrokovega življenja od rojstva do končanega 4. tedna (28 dni). Za življenje in zdravje otroka prvih 7-10 dni življenja pomembno, saj se otrok prilagaja na zunajmaternično (ekstrauterino) življenje .
Po prihodu domov otročnica v domačem okolju nadaljuje z nego in skrbjo za otroka. Zdravstvena nega kot stalno prisotna dejavnost ima pomembne naloge pri zagotavljanju in pospeševanju normalne rasti in razvoja. Poleg tega pa pomaga pri odkrivanju in odpravljanju škodljivih vplivov fizičnega, psihičnega in socialnega okolja. Diplomirana medicinska sestra v patronažnem varstvu je torej prva, ki vstopi v družino. Če zna dovolj pozorno opazovati dogajanje, lahko marsikatero težavo prepozna že čisto na začetku, ko je družina še odprta za pomoč in pripravljena vnesti spremembe.

## Zdravstvena vzgoja in svetovanje
Zdravstvena nega otročnice in novorojenčka (mlade družine) na domu spada pod preventivno dejavnost v patronažnem varstvu .

### Cilji zdravstvene vzgoje
Cilj zdravstvene vzgoje v zdravi družini, kar je največkrat družina v obdobju zgodnjega starševstva, je obravnava družine v okolju, kjer živi. Cilj zdravstvene vzgoje je pomoč ter spodbuda družini pri razvijanju in ohranjanju dobrega funkcionalnega stanja družine, dobrih medsebojnih odnosov in razvijanje pozitivnega odnosa do zdravja, njegove ohranitve in krepitve z upoštevanjem družinskih nazorov, kulturnih stališč in veroizpovedi.
Ko medicinska sestra v patronažnem varstvu prvič obišče novorojenčka in otročnico na domu, mora otročnici svetovati, hkrati pa izvajati zdravstveno vzgojo. Zdravstveno vzgojno delo z družino in otročnico obsega svetovanje in pogovor o negi novorojenčka in tehniki previjanja.

### Svetovanje otročnici in družini
Otročnico in družino se seznani o otrokovih potrebah po toplini, nežnosti in varnosti, ter o nekaterih možnih obolenjih. Otročnico se pouči o poporodni telovadbi, metodah zaščite pred nezaželeno nosečnostjo ter o napotitvi na poporodni pregled. Svetuje se ji o normalnem delu, življenju in spolnih odnosih. Cilj medicinske sestre v patronažnem varstvu je zdravstveno vzgojena otročnica in ter zdravstveno vzgojeni vsi družinski člani . 
Otročnico je potrebno seznaniti s tehnikami dojenja, prav tako se ji prikaže pravilno pristavljanje novorojenčka k prsim. Medicinska sestra v patronažnem varstvu otročnico pri prvem obisku na domu seznani s pomenom dojenja in jo spodbuja za uspešno izvedbo dojenja. Tekom obiska na domu spremlja dojenje. Nato preveri, kako novorojenček napreduje na telesni teži. Otročnico je potrebno seznaniti tudi z morebitnimi težavami, ki se pojavljajo pri dojenju in kakšne ukrepe se lahko uporabi ob pojavu različnih težav v povezavi z dojenjem. Ob morebitni prekinitvi dojenja je pomembna tudi nega dojk. Medicinska sestra v patronažnem varstvu otročnici svetuje glede ureditve novorojenčkovega ležišča, previjalne mize in otroškega vozička. Poudari pomen ustrezne mikroklime v prostoru. Pomemben del prvega obiska novorojenčka na domu je tudi pogovor in svetovanje o družini, pomenu čustvene in psihične podpore s strani družine in ostalih drugih pomembnih oseb. To vodi v vzpostavitev čimprejšnje simbioze med družinskimi člani, ki vsem omogoča varno in komunikativno okolje. Otročnici se predstavi pomen zdravega načina življenja v družini. Nazadnje medicinska sestra v patronažnem varstvu svetuje otročnici glede nege novorojenčka in nege popka. Nego popka se otročnici prikaže z izvedbo, nato pa medicinska sestra v patronažnem varstvu izvede zdravstveno nego popka. Spremlja se nego novorojenčka in se nudi pomoč pri negi, predvsem pri umivanju, oblačenju, previjanju. Izvaja se tudi nega ušes in noska. Z otročnico se pogovori tudi o izbiri osebnega pediatra novorojenčka .
Pomembno je, da se otročnico opazuje in se jo s svetovanjem pripelje do stanja, kjer je zdrava in zadovoljna, novorojenčku  pa pomaga do zdravega psihofizičnega in socialnega razvoja .

## Pregled novorojenčka
Medicinska sestra v patronažnem varstvu otročnico in novorojenčka obišče v času prvih 24 ur po odpustu iz porodnišnice. Predviden čas obravnave pri prvem obisku novorojenčka je 90 minut. Ponovni obisk se načrtuje glede na stanje in starost novorojenčka, ter glede na potrebe matere, v prvem tednu po odpustu iz porodnišnice pa vsaj na dva dni. Potem so obiski lahko manj pogosti, glede na potrebe novorojenčka in otročnice. Obiski so tudi časovno krajši od prvega, trajajo približno 60 minut .

### Telesni pregled
Pri prvem obisku novorojenčka medicinska sestra v patronažnem varstvu novorojenčka pregleda. Pregled zajema telesni pregled novorojenčka, ki obsega pregled glave, mečave, beločnice, ustne votline, kože, prsnega koša, spolovila, rok, nog, prstov, nohtov, izločkov in dihanja. Medicinska sestra spremlja pravilno ravnanje z novorojenčkom, ki mu rečemo handling. Prav tako spremlja nego novorojenčka in otročnici pomaga pri negi – pomaga pri umivanju, oblačenju, previjanju in negi ušes in noska. Medicinska sestra v patronažnem varstvu opazuje morebitne spremembe kože, kot so temenca, eritemi, izpuščaji, neonatalni mozolj, suha koža, plenični izpuščaj, glivične okužbe)  in kožna znamenja. Prav tako mora svetovati, kako to odpraviti, katere kreme in olja so primerni za uporabo in kakšne so tehnike odstranjevanja. Nato sledi pregled popka novorojenčka, prikaz pravilnega umivanja in skrbi za popek. Medicinska sestra mora spremljati izločanje urina in blata, opazuje barve in količino blata. S tem tudi ugotovi, ali je otrok primerno in dovolj hranjen. Mora spremljati tudi prisotnosti zlatenice .

### Drugi in tretji obisk
Podobno oceno in pregled novorojenčka medicinska sestra v patronažnem varstvu ponovi tudi ob 2. in 3. obisku. V prvem letu starosti medicinska sestra v patronažnem varstvu opravi šest obiskov pri novorojenčku, ki so razporejeni po dogovoru z otročnico, glede na potrebe novorojenčka. Lahko se zgodi, da se vseh šest obiskov izvede že v prvem mesecu po odpustu iz porodnišnice. Ob prvem obisku medicinska sestra v patronažnem varstvu prepozna novorojenčke, ki potrebujejo dodatno pozornost. Te znaki so nizka porodna teža, bolezen pri novorojenčku ali otročnici, prav tako dodatno pozornost nameni nedonošenčkom. Poudari pomen higiene in umivanja rok za preprečevanje bolezni. Prav tako pa pri vseh oceni tudi tveganja za nevarnosti ter svetuje in izobrazi starše o zgodnjem zaznavanju težav, kot so na primer slabo hranjenje, zmanjšana aktivnost novorojenčka, težave z dojenjem, vročina ali na dotik prehladen novorojenček, krči, itd. Spodbuja starše, da v primeru, ko prepoznajo ali sumijo na bolezni in večje težave, čim hitreje poiščejo zdravniško pomoč .

## Ocena zdravstvenega stanja otročnice
Sočasno z obiskom novorojenčka opravimo tudi prvi pregled otročnice na domu. Ta vsebuje veliko specifičnih nalog, kot so ocenitev splošnega počutja otročnice, pogovor o porodu in morebitnih problemih po porodu. V prvem obisku medicinske sestre sam pregled zajema tudi pregled nekaterih osnovnih življenjskih funkcij, torej: merjenje telesne temperature, srčnega utripa in krvnega tlaka. Prav tako pa sestra pregleda tudi stanje organskih sistemov, vključenih v sam proces poroda, naredi oceno involucije maternice, oceno čišče, pregled presredka. V primeru, da je mama rodila s pomočjo carskega reza, pregleda medicinska sestra rano. V sklopu prvega pregleda pa opravi tudi pregled dojk.
Poleg fizičnih sprememb pa oceni tudi morebitne psihološke spremembe. Ob prvem pregledu preko pogovora ugotovi pri katerih otročnicah bi se lahko razvila poporodna depresija .

### Telesna temperatura in srčni utrip
Izjemno pomembno je spremljanje telesne temperature in srčnega utripa. V prvem dnevu po porodu je telesna temperatura običajno višja zaradi dehidracije in utrujenosti (spremlja jo tudi povišan utrip srca). V primeru, da je telesna temperatura povišana čez 38°C dva zaporedna dneva, lahko pomislimo na virozo, pljučnico, vnetje grla, infekcijo sečil, vnetje maternice, vnetje globokih ven, zaostalo posteljico, vnetje dojke ali rane po carskem rezu. Vsako nepojasnjeno zvišanje telesne temperature in povišan utrip srca, ki traja več kot 48 ur zahteva čim hitrejšo zdravniško obravnavo, da se odkrije vzrok, saj se lahko razvije zelo resno stanje imenovano puerperialna sepsa, ki ima visoko smrtnost .

### Krvni tlak
Posebej pozorni moramo biti na vrednost krvnega tlaka pri otročnicah, ki so že v nosečnosti trpele za povišanim krvnim tlakom. V primeru, da je povišana vrednost (nad 140/90) izmerjena trikrat na dve uri v enem dnevu, potrebuje otročnica primerno terapijo tudi, če doji. Če hipertenzijo spremljajo glavobol, motnje vida in splošno slabo počutje, je potrebna hospitalizacija, saj lahko otročnica utrpi zaplet imenovan eklamptični napad (pojav v 1 tednu po porodu), ki ima slabo prognozo .

### Maternica
Proces involucije maternice je zmanjšanje maternice iz 1000 gramov na manj kot 100 gramov svoje teže v prvih dneh po porodu. Naloga medicinske sestre, ki dela v patronažnem varstvu je, da spremlja višino vrha fundusa maternice. To naredi tako, da ko otročnica leži s praznim mehurjem na hrbtu se otipa vrh fundusa maternice, ta naj bi se vsak dan znižal za 1 centimeter (do dveh tednov po porodu naj se ga ne bi več tipalo). V primeru, da mati doji, je proces krčenja hitrejši. Pri počasnejšem krčenju maternice moramo izključiti prisotnost znakov kot so bolečina, krvavitev in smrdeča čišča – te lahko kažejo na klinični problem .

### Čišča
Medicinska sestra med prvim obiskom preveri tudi stanje lohije oziroma čišče. Običajno je v prvih dneh po porodu čišča sestavljena iz sveže krvi in inerecije posteljice (lohijacruenta). V prvem tednu se barva čišče spremeni v rjavo (lohijafusca), v drugem rumene barve (lohijaflava ali serosa) in v tretjem bele barve (lochia alba). Znaki, na katere je pozorna medicinska sestra zaposlena v patronažnem varstvu, so: barva (ta se mora skozi nadaljevalne obiske spreminjati) in vonj (čišča neprijetnega vonja in povišana temperatura pomenita da obstaja sum za vnetje). Ob pojavu prej naštetih odstopanj mora otročnica obiskati ginekologa, da lahko z UZ preiskavo določi vzrok odstopanja od normale .

### Pregled raztrganine oziroma šivane rane
V primeru, da je otročnica med porodom utrpela raztrganine, ali pa so ji morali prerezati presredek, mora diplomirana medicinska sestra v patronažnem varstvu preveriti tudi stanje rane. Rane se ne dotika, če je področje otečeno, hladi z obkladki. Otročnici priporoča, da rano 2-3 krat na dan tušira, nato posuši z gazo. Ko otročnica leži, mora biti področje okoli rane prosto in zračno. Za zmanjšanje bolečine se po navadi uporablja paracetamol in obroč, na katerega se usede, da razbremeni pritisk in s tem zmanjša bolečino. Med uriniranjem se pekočo bolečino blaži z mlačno vodo. Pri otročnicah, ki so otroka rodile s pomočjo carskega reza, rano pregledamo za možne spremembe od normalnega poteka celjenja .

### Pregled dojk
Pri pregledu dojk je medicinska sestra v patronažnem varstvu najbolj pozorna na napetost dojk, pojav rdečine in pojav ragad. Napetost dojk lahko kaže na zastoj v dojki ali poporodni mastitis. Pri obeh stanjih telesna temperatura naraste nad 39°C, prisotna je bolečina. Pri zastoju v dojki za razliko od mastitisa, povišana telesna temperatura traja okoli 12-16 ur, pri drugem pa več kot 24 ur. Pri mastitisu spremlja enostransko spremembo na dojki tudi rdečina, medtem ko je pri zastoju sprememba obojestranska in brez rdečine. Prvi ukrep, ki velja za obe stanji, je pravilno praznjenje dojke od vrha do baze. Razpoke na dojkah so lahko mesto, kjer se zadržujejo bakterije in je tam njihova vstopna točka v sistem, kar lahko vodi v razvoj vnetja dojke. Vzrok za pojav razpok je lahko slaba pozicija pri dojenju in glivična okužba. Ukrep, ki ga medicinske sestre v patronažnem varstvu priporočajo, je pravilno pristavljanje, nastavki za dojenje, higiena bradavic pred dojenjem, po dojenju pa mazanje bradavic z lastnim mlekom. Proti glivicam lahko občasno uporabijo tudi oralni gel .